# Saltos ornamentais nos Jogos Pan-Americanos de 2011 - Plataforma de 10 m individual masculino
A competição do plataforma de 10 m individual masculino foi um dos eventos dos saltos ornamentais nos Jogos Pan-Americanos de 2011, em Guadalajara. Foi disputada no Centro Aquático Scotiabank no dia 29 de outubro.

## Calendário
Horário local (UTC-6).
| Data          | Horário | Fase         |
| ------------- | ------- | ------------ |
| 29 de outubro | 10:00   | Preliminares |
| 29 de outubro | 21:00   | Finais       |

## Medalhistas
| Ouro   | MEX Iván García     |
| Prata  | MEX Rommel Pacheco  |
| Bronze | COL Sebastián Villa |

## Resultados

### Preliminares
| Pos. | Saltador         | País               | Pontos  | Pontos  | Pontos  | Pontos  | Pontos  | Pontos  | Pontos | Pontos |
| Pos. | Saltador         | País               | Salto 1 | Salto 2 | Salto 3 | Salto 4 | Salto 5 | Salto 6 | Total  | Obs.   |
| ---- | ---------------- | ------------------ | ------- | ------- | ------- | ------- | ------- | ------- | ------ | ------ |
| 1    | Rommel Pacheco   | MEX México         | 80.00   | 94.35   | 76.80   | 84.15   | 89.10   | 95.40   | 519.80 | Q      |
| 2    | Thomas Finchum   | USA Estados Unidos | 83.20   | 73.50   | 64.80   | 90.75   | 84.15   | 75.60   | 472.00 | Q      |
| 3    | Iván García      | MEX México         | 75.90   | 75.85   | 77.40   | 94.05   | 28.70   | 104.50  | 456.40 | Q      |
| 4    | Kevin Geyson     | CAN Canadá         | 81.00   | 60.80   | 79.20   | 69.30   | 74.25   | 67.20   | 431.75 | Q      |
| 5    | Hugo Parisi      | BRA Brasil         | 58.15   | 59.40   | 76.80   | 79.20   | 75.60   | 81.00   | 430.50 | Q      |
| 6    | Víctor Ortega    | COL Colômbia       | 72.00   | 72.00   | 67.65   | 82.50   | 56.10   | 73.60   | 423.85 | Q      |
| 7    | Jeinkler Aguirre | CUB Cuba           | 81.00   | 48.60   | 59.20   | 73.60   | 84.15   | 68.40   | 414.95 | Q      |
| 8    | Sebastián Villa  | COL Colômbia       | 60.80   | 72.00   | 74.25   | 48.00   | 70.95   | 82.50   | 408.50 | Q      |
| 9    | Eric Sehn        | CAN Canadá         | 70.40   | 81.00   | 66.00   | 34.65   | 47.85   | 68.40   | 368.30 | Q      |
| 10   | Rui Marinho      | BRA Brasil         | 64.50   | 59.20   | 67.65   | 75.90   | 64.00   | 27.20   | 358.45 | Q      |
| 11   | Enrique Rojas    | VEN Venezuela      | 67.50   | 52.80   | 34.65   | 66.00   | 57.35   | 62.40   | 340.70 | Q      |
| 12   | Robert Páez      | VEN Venezuela      |         |         |         |         |         |         | DNS    |        |

### Finais
| Pos.              | Saltador         | País               | Pontos  | Pontos  | Pontos  | Pontos  | Pontos  | Pontos  | Pontos |
| Pos.              | Saltador         | País               | Salto 1 | Salto 2 | Salto 3 | Salto 4 | Salto 5 | Salto 6 | Total  |
| ----------------- | ---------------- | ------------------ | ------- | ------- | ------- | ------- | ------- | ------- | ------ |
| Medalha de ouro   | Iván García      | MEX México         | 89.10   | 94.35   | 97.20   | 72.60   | 92.25   | 108.30  | 553.80 |
| Medalha de prata  | Rommel Pacheco   | MEX México         | 86.40   | 70.30   | 84.80   | 95.70   | 99.00   | 72.00   | 508.20 |
| Medalha de bronze | Sebastián Villa  | COL Colômbia       | 76.80   | 75.00   | 72.60   | 80.00   | 84.15   | 82.50   | 471.05 |
| 4                 | Jeinkler Aguirre | CUB Cuba           | 79.50   | 81.00   | 83.20   | 75.20   | 52.80   | 86.40   | 458.10 |
| 5                 | Thomas Finchum   | USA Estados Unidos | 81.60   | 73.50   | 86.40   | 59.40   | 61.05   | 90.00   | 451.95 |
| 6                 | Hugo Parisi      | BRA Brasil         | 69.00   | 66.00   | 73.60   | 80.85   | 86.40   | 75.60   | 451.45 |
| 7                 | Eric Sehn        | CAN Canadá         | 68.80   | 82.80   | 72.00   | 74.25   | 74.25   | 41.40   | 413.50 |
| 8                 | Víctor Ortega    | COL Colômbia       | 45.00   | 76.80   | 84.15   | 84.15   | 39.60   | 65.60   | 395.30 |
| 9                 | Enrique Rojas    | VEN Venezuela      | 55.50   | 64.00   | 56.10   | 59.40   | 52.70   | 76.80   | 364.50 |
| 10                | Kevin Geyson     | CAN Canadá         | 76.50   | 56.00   | 54.45   | 39.60   | 34.65   | 68.80   | 330.00 |
| 11                | Rui Marinho      | BRA Brasil         | 60.00   | 54.40   | 46.20   | 54.45   | 65.60   | 35.20   | 315.85 |

### Remo
| S | Classificado(a) para as semifinais |    |                        | FA | Final A (disputa de medalhas) |  |  | FD | Final D (sem medalhas) |
| Q | Classificado(a) para as quartas    | FB | Final B (sem medalhas) | FE | Final E (sem medalhas)        |  |  |    |                        |
| R | Classificado(a) para a repescagem  | FC | Final C (sem medalhas) | FF | Final F (sem medalhas)        |  |  |    |                        |